# Talaschski Awiagorodok
Talaschski Awiagorodok (russisch Талажский Авиагородок, wiss. Transliteration Talažskij Aviagorodok) ist eine Siedlung in Nordwestrussland mit 3298 Einwohnern (Stand 14. Oktober 2010). Sie gehört zur Oblast Archangelsk.

## Lage
Talaschski Awiagorodok befindet sich etwa 11 Kilometer nordöstlich der Oblasthauptstadt Archangelsk, direkt südlich des Flughafens Talagi. Die Siedlung gehört administrativ zum Stadtkreis Archangelsk (Муниципальное образование «Архангельск», munizipales Gebilde «Archangelsk»). Etwa vier Kilometer nordwestlich von Talaschski Awiagorodok befindet sich linksseitig am Ufer der Kusnetschicha, die namensgebende Siedlung Talagi.

## Geschichte
Die Siedlung Talaschski Awiagorodok entstand Anfang der 1960er Jahre mit dem Bau des Flughafens Talagi, der neben der zivilen Luftfahrt bis zum Jahr 1998 als Militärflugplatz für das in der Siedlung ansässige 518. Jagdfliegerregiment der sowjetischen bzw. russischen Luftverteidigungsstreitkräfte genutzt wurde. Talaschski Awiagorodok hatte zu dieser Zeit den Status eines Militärstädtchen (Военный городок) und diente dementsprechend der Unterbringung von Soldaten, Militärangestellten und ihren Familien. Zu Ehren der Luftverteidigungseinheiten wurde im Jahr 1999 eine MiG-31 als Denkmal nahe dem Flughafen aufgestellt.

## Wirtschaft und Infrastruktur
Der überwiegende Teil der Bevölkerung arbeitet am Flughafen. Es gibt eine Schule, zwei Kindergarten, ein Stadion sowie kleine Geschäfte. Im Jahr 2001 wurde die Kirche der heiligen Barbara (Храм святой великомученицы Варвары) gegründet, die sich seit 2003 in einem umgebauten zweistöckigen ehemaligen Armeegebäude befindet.

## Verkehr
Talaschski Awiagorodok ist über die Landstraße Talaschskoje schosse mit Archangelsk verbunden. Zwischen der Siedlung und Archangelsk verkehren mehrere Bus- und Marschrutkalinien.

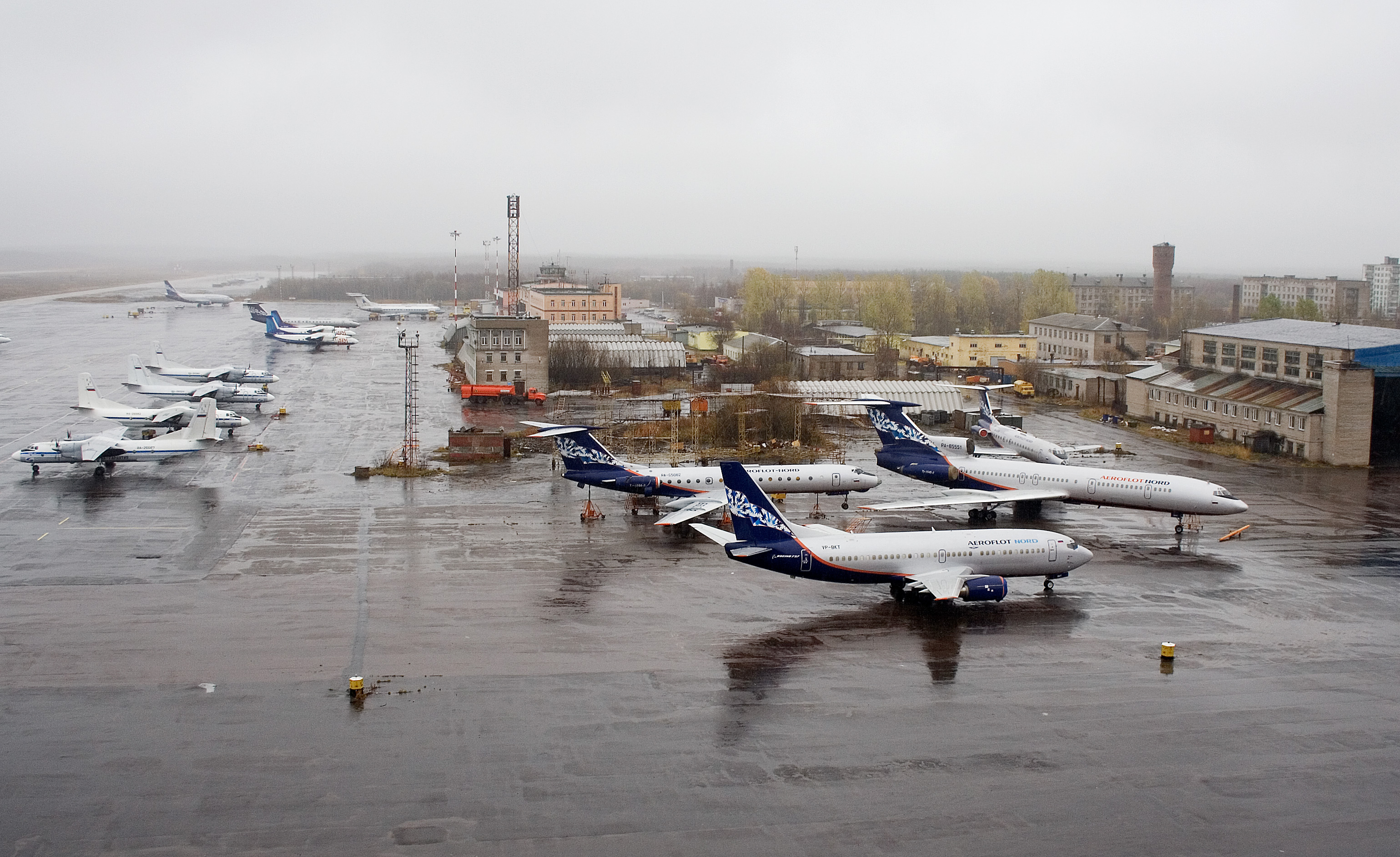
Flugfeld des Flughafens Talagi. Wohngebäude des Talaschski Awiagorodok im Hintergrund
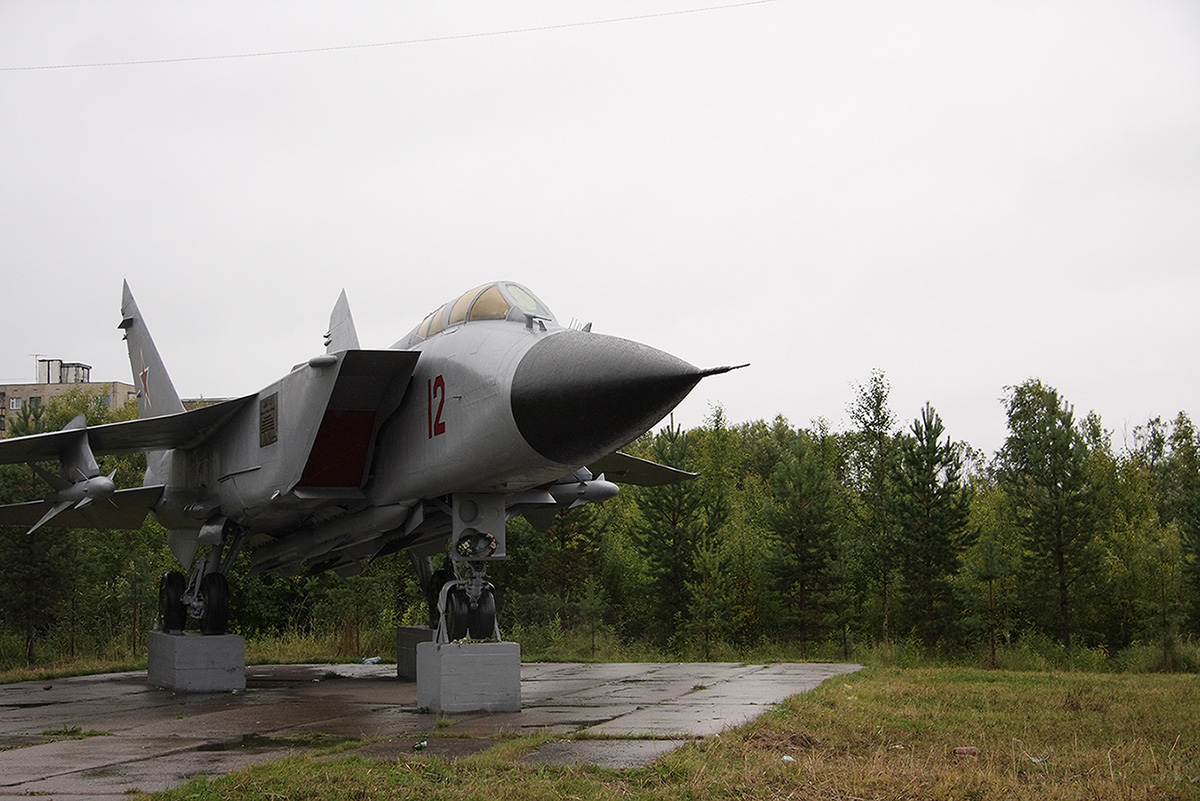
MiG-31 als Denkmal zu Ehren der Luftverteidigungsstreitkräfte